# 吾廬倶楽部
吾廬倶楽部（日本語読み：ゴールークラブ、英語: Goh Loo Club）は、1905年にシンガポールで創立された華人の社交クラブ。シンガポールのクラブ街にクラブハウスがあり、日本軍によるシンガポールの占領当初の1942年2月、ここに華人の有力者たちが集められて昭南華僑協会が組織され、同協会の事務所として使用されたことで知られる。

## 創立
- 1905年に、孫士鼎（Soon Shi Teng）、陳卓然（Tan Tok Lian）ら福建省出身の実業家によって創立された[2]。
- 創立当初は「古寄楽（Gu Ji Le）」と称し、1908年に「吾廬倶楽部（Goh Loo Club）」に改称された[2]。名称は福建語で「我が家を愛する」の意[2]。[3]

## 日本軍占領時期
1942年2月27日、シンガポールを占領した日本軍は、国外に逃亡しなかった華人の有力者を拘束してクラブ街にあった吾廬クラブのクラブハウスに集め、シンガポール・マラヤの華人に5,000万ドルの軍事献金を強要するため、中国人指導者らを脅迫して昭南華僑協会を組織させた。吾廬クラブのクラブハウスは同協会の事務所として使用された。

## 近況
2009年現在、クラブは近年ほとんど活動していない。